# Bannay (Marne)
Bannay  [banɛ] ist eine französische Gemeinde mit 23 Einwohnern (Stand: 1. Januar 2022) im Département Marne in der Region Grand Est. Sie gehört zum Kanton Dormans-Paysages de Champagne und zum Arrondissement Épernay. 

## Lage
Die Gemeinde Bannay liegt 14 Kilometer östlich von Montmirail und 27 Kilometer südwestlich von Épernay. Am Südrand des Gemeindegebietes verläuft der Fluss Petit Morin. Bannay ist umgeben von folgenden Nachbargemeinden:
|                   | Fromentières                                |                  |
| Le Thoult-Trosnay | Kompassrose, die auf Nachbargemeinden zeigt | Baye             |
| Corfélix          |                                             | Talus-Saint-Prix |

## Siehe auch

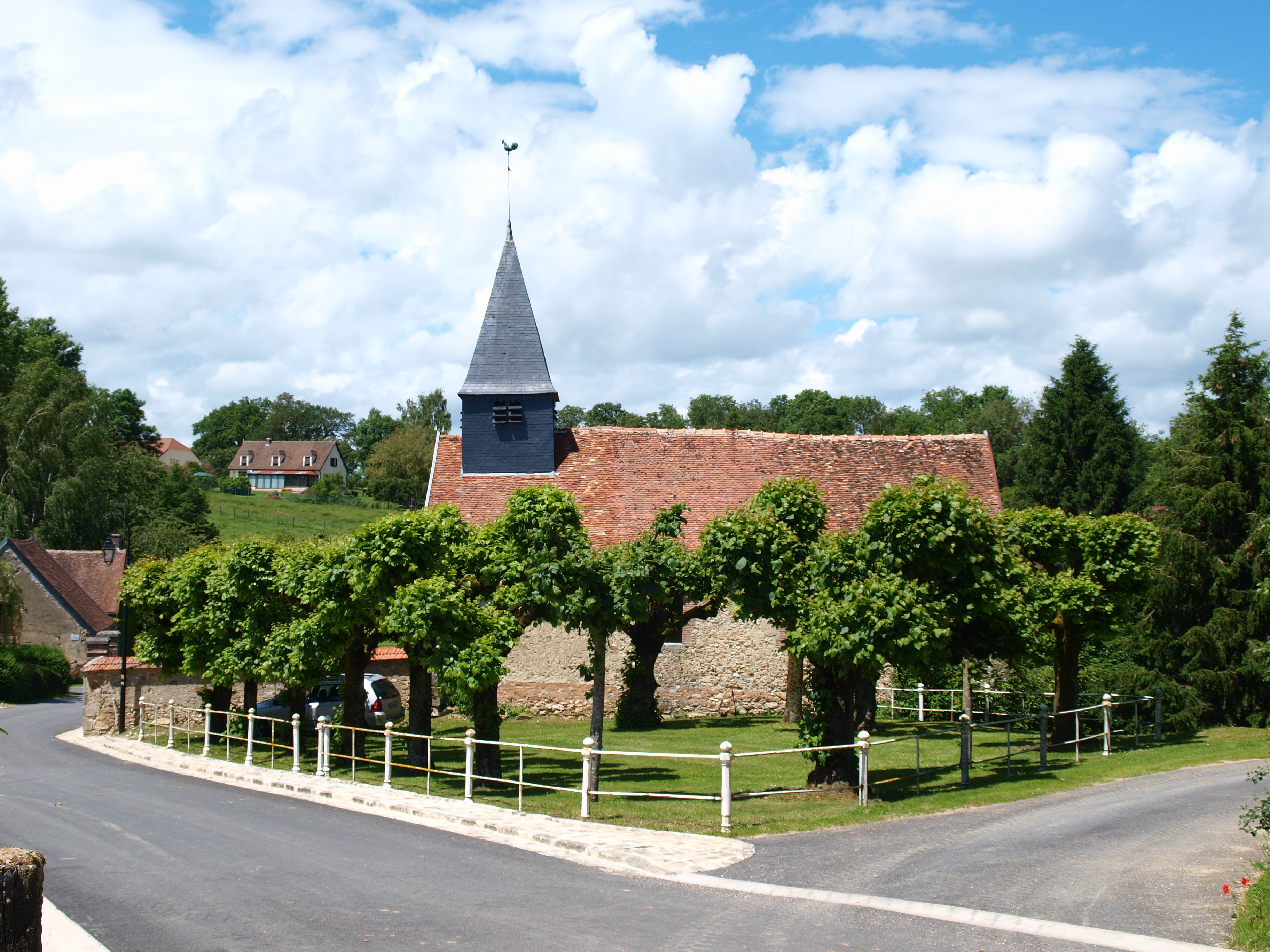
Kirche Saint-Ferréol

## Bevölkerungsentwicklung
| Jahr                       | 1962 | 1968 | 1975 | 1982 | 1990 | 1999 | 2008 | 2018 |
| -------------------------- | ---- | ---- | ---- | ---- | ---- | ---- | ---- | ---- |
| Einwohner                  | 27   | 26   | 18   | 20   | 26   | 27   | 22   | 20   |
| Quellen: Cassini und INSEE |      |      |      |      |      |      |      |      |